# АТП-1
АТП-1 — радянський гусеничний артилерійський тягач, що так і не був застосований у Німецько-радянській війні.

## Історія
АТП-1 або артилерійський тягач напівброньований 1-го типу, призначений для буксирування протитанкових гармат. Розроблений під кінець 1944 року конструкторським бюро Митищинського машинобудівного заводу. Проєкт був схвалений. Однак незабаром завод отримав завдання по організації серійного виробництва тягачів Я-12 і Я-13Ф, у зв'язку з чим всі роботи по створенню дослідного зразка АТП-1 були згорнуті.